# سجن الخطيب
سجن الخطيب أو فرع الخطيب هو مركز اعتقال وتعذيب يقع بمنطقة الخطيب الواقعة بين ساحة الخطيب وشارع بغداد وبالقرب من مشفى الهلال الأحمر السوري في العاصمة دمشق. كان يُدار من الفرع 251 التابع لمديرية المخابرات العامة السورية في عهد البعث.

الخطيب، مثل العديد من السجون في ظل نظام بشار الأسد، معروف من الشهادات التي أدلى بها المعتقلون السابقون والناجون الذين يروون الظروف السيئة واستخدام التعذيب المنهجي والمعمم الذي شمل الاغتصاب والعنف الجنسي.ووقع عدد كبير من الوفيات بسبب ذلك، أُثبت بعضها في الصور التي التقطها المصور فريد المذهان (قيصر). خلال الثورة السورية، احتجز السجن المتظاهرين والسجناء السياسيين ونشطاء حقوق الإنسان.
كان أنور رسلان، العقيد السوري السابق الذي أدين بارتكاب جرائم ضد الإنسانية في ألمانيا، يقود الفرع 251 الذي يدير السجن.